# Guadalupe Shucún
Guadalupe Shucún är en ort i Mexiko.   Den ligger i kommunen Zinacantán och delstaten Chiapas, i den sydöstra delen av landet, 700 km öster om huvudstaden Mexico City. Guadalupe Shucún ligger 1 401 meter över havet och antalet invånare är 216.
Terrängen runt Guadalupe Shucún är varierad. Runt Guadalupe Shucún är det ganska glesbefolkat, med 30 invånare per kvadratkilometer. Närmaste större samhälle är San Cristóbal de las Casas, 12,7 km nordost om Guadalupe Shucún. Omgivningarna runt Guadalupe Shucún är en mosaik av jordbruksmark och naturlig växtlighet.